# Cromoglicato

Cromoglicato.

O Cromoglicato é um fármaco do grupo dos antiasmáticos, que é usado no tratamento da asma.

## Usos clínicos
- Prevenção de ataques agudos em asmáticos.
- Prevenção de episódios agudos na rinite alérgica.
- Tratamento de conjuntivite alérgica.

## Mecanismo de acção
Alteram os canais de cálcio membranares.
Estabiliza as membranas dos mastócitos e inibe a libertação de histamina.
Inibem a libertação de mediadores pró-inflamatórios dos terminais dos nervos (inflamação neurogénica).

## Administração
São sais insoluveis (de sódio) usados como aerossóis, por inalação. Também em gotas oculares.

## Efeitos adversos
Poucos e infrequentes.
- Irritação da garganta
- Tosse
- Secura da boca

Raros (menos de 2%)
- Miosite
- Dermatite
- Gastroenterite